# Attentat à la bombe de Beit Yisrael
L'attentat à la bombe de Beit Yisrael est un attentat-suicide palestinien qui a eu lieu dans le quartier de Beit Yisrael, au centre-ville de Jérusalem, le 2 mars 2002. Onze civils israéliens ont été tués dans l'attaque, dont deux nourrissons, trois enfants et deux adolescents. Plus de 50 personnes ont été blessées dans l'attaque, dont quatre grièvement. L'explosion s'est produite à l'entrée de la yeshiva Haredi "Beit Yisrael" dans le centre de Jérusalem, où des gens s'étaient rassemblés pour une célébration de bar mitzvah. Le kamikaze a fait exploser une bombe remplie d'éclats aux côtés d'un groupe de femmes avec leurs poussettes, attendant la fin des services dans une synagogue voisine. L'organisation militante palestinienne des Brigades des martyrs d'Al-Aqsa a revendiqué la responsabilité de l'attaque,,,.

## L'attaque
L'attentat a eu lieu le samedi soir dans le quartier Haredi de Beit Yisrael à Jérusalem, un quartier qui avait déjà été la cible de trois attaques précédentes.
Peu après 19h00, les rues étaient bondées de fidèles qui venaient de terminer les prières du coucher du soleil marquant la fin du Shabbat. Les gens s'étaient rassemblés près de la yechiva Mahane Yisrael pour la bar mitzvah de Naveh Hazan. Une autre famille, les Hajabis, célébraient également la bar mitzvah de leur fils, et des membres des familles apparentées Nehmad et Ilan étaient arrivés à Jérusalem pour la célébration,, . Plus de 1 000 Juifs priaient chaque samedi soir au séminaire Mahane Yisrael.
Le kamikaze se tenait aux côtés d'un groupe de femmes avec des poussettes qui attendaient le retour de leurs maris de la synagogue, et il s'est fait exploser juste au moment où la famille et les invités commençaient à partir. L'explosion qui a suivi a secoué le centre-ville de Jérusalem et a enflammé une voiture à proximité. Parmi les morts se trouvaient un nourrisson et son frère de six ans, une mère et son fils de trois ans, et un garçon de douze ans. Les victimes comprenaient des membres des familles Hajabi, Hazan, Nehmad et Ilan. Une femme enceinte de jumeaux a survécu mais a perdu ses deux enfants à naître[réf. nécessaire]. Deux bébés ont été emmenés au centre médical Hadassah, la localisation de leurs parents étant inconnue,,.
L'attentat s'est produit à seulement quelques mètres du site d'un attentat à la voiture piégée l'année précédente. Au séminaire Mahane Yisrael, un mur de pierre était éclaboussé de sang.
Shlomi, un témoin oculaire, a vu une poussette avec un bébé mort et d'autres personnes décédées à côté. Un autre témoin a déclaré qu'elle et tous les membres de sa famille avaient été blessés lorsque le kamikaze a attaqué.

The bombing took place on Saturday evening in the Haredi Beit Yisrael neighborhood of Jerusalem, a neighborhood that had been targeted in three previous attacks.

« "Je parlais avec tout le monde et quand je me suis retourné, j'ai vu des gens voler dans les airs. Mon frère est tombé sur moi. Je ne savais pas si mon frère était blessé ou si c'était le sang d'autres blessés qui était sur lui. Tout ce que je ressentais, c'était de la douleur." »

Eitan du Magen David Adom a raconté :

« Nous sommes arrivés sur place et avons vu des scènes d'horreur. De jeunes enfants, des personnes âgées, des femmes, gisaient sur la route sans mains, sans jambes, du sang partout et une énorme destruction tout autour. Seuls certains avaient la force de crier ou de pleurer. Ce qui m'a le plus marqué, c'était le silence... C'était l'une des pires attaques dont je me souvienne. »

Livnat, la sœur de Sofia Ya'arit Eliyahu qui est décédée dans l'explosion avec son fils de sept mois, a décrit son expérience :

« Le samedi soir, nous sommes sortis nous promener avec deux poussettes. Le bébé de Sofia a commencé à pleurer et elle s'est penchée pour le prendre dans ses bras, pendant que je continuais à marcher avec sa petite fille. Nous étions à 10 mètres d'elles quand nous avons entendu une explosion horrible... Je me suis retournée et je n'ai vu qu'un énorme brasier. Sofia et le bébé avaient disparu.
,, »

## Bilan humain
Dix personnes ont été tuées instantanément lors de l'attaque, et une onzième est décédée plus tard de ses blessures. Huit des personnes décédées appartenaient à la famille Nehmad. Plus de 50 personnes ont été blessées.

## Les assaillants
Les Brigades des martyrs d'Al-Aqsa, la branche armée du Fatah, ont revendiqué la responsabilité de l'attaque et ont déclaré que celle-ci visait à venger la mort de 19 Palestiniens tués lors d'incursions militaires israéliennes dans les camps de réfugiés de Balata et de Jénine plus tôt dans la semaine. Le kamikaze a été identifié comme étant Mohammed al-Chouhani, âgé de 19 ans, du camp de réfugiés de Dheisheh près de Bethléem. Environ 1 500 Palestiniens ont célébré à travers le camp en distribuant des friandises et en tirant en l'air.

## Réactions officielles

### Parties impliquées
Des centaines de Palestiniens ont célébré en apprenant la nouvelle et sont descendus dans les rues en tirant des coups de feu en l'air

### A l'international
Le Département d'État américain a vivement condamné cette « horreur terroriste ». « Un tel meurtre de citoyens innocents ne peut être justifié et ne peut que nuire aux intérêts et aux aspirations du peuple palestinien dans sa marche vers un avenir meilleur... Nous appelons le Président Arafat et l'Autorité palestinienne à faire tout leur possible pour confronter et arrêter les terroristes responsables de ces actes criminels. »,,.
Mary Robinson, Haut-Commissaire des Nations Unies aux droits de l'homme, a exprimé son choc et son horreur en déclarant : « Les actes d'attentats suicides en Israël nuisent aux intérêts et aux aspirations du peuple palestinien car ils sapent le soutien à la cause de l'autodétermination et de la lutte contre l'occupation. ».

## Les funérailles
La famille Nehmad a été enterrée à Rishon Letzion. Le ministre israélien de la Santé, Nissim Dahan, a déclaré à propos des défunts : « Ils ont coupé les plus belles fleurs avant que leur temps ne soit venu. » Les éloges funèbres ont exprimé des sentiments d'amertume et de colère. Sofia Ya'arit Eliyahu, âgée de 23 ans, et son fils Avraham Eliyahu, âgé de sept mois, ont été enterrés au moshav Noam.